# Mobile Suit Gundam Battlefield Record U.C. 0081
Mobile Suit Gundam Battlefield Record U.C. 0081 (機動戦士ガンダム戦記 U.C.0081?) es un videojuego de acción mecha producida por BEC (Bandai Entertainment Company) para la PlayStation 3, publicado por Namco Bandai, que fue lanzado en 2009. La historia del juego fue adaptado más adelante en formatos de manga y de OAV.

## Sinopsis
Universal Century 0081, dos años después de la Batalla de A Baoa Qu. Aunque el mundo comienzan a reanudar el orden, batallas a pequeña escala siguen apareciendo en varios lugares por los restos de Zeon que continúan resistiendo. Una unidad de élite, conocida como Phantom Sweep Corps, es asignado por la Federación de la Tierra para cazar a los restos de Zeon. Ellos son guiados por Hugues Courand. Sin embargo, un equipo de las fuerzas de Zeon conocidos como Invisible Knights dirigidos por Erik Blanke, da pie en contra de ellos.

## Personajes
Ejército de la Federación de la Tierra "Phantom Sweep"
- Hugues Courand
- Cherie Allison
- Liang Mao
- Darrell Godwin
- Hugh Carter
- Bob Rock
- Jaime Carmona
- Robert Hartley
- Kamal Kumar

Ejército del Principado de Zeon Army "Invisible Knights"
- Erik Blanke
- Ailos Bade
- Fritz Bauer
- Estelle Firine
- Otto Eichmann
- Christo Doerr
- Hilde Nietzsche
- Gustavo Abel
- Rolf Ahrens

## Mecanismos
Ejército de la Federación de la Tierra
Mobile Weapons
- FA-78-1 Gundam Full Armor Type
- FA-78-3 Full Armor 7th Gundam
- HFA-78-3 Heavy Full Armor 7th Gundam
- RAG-79 Aqua GM
- RGC-80 GM Cannon
- RGC-83 GM Cannon II
- RGM-79 GM
- RGM-79G GM Command
- RGM-79D GM Cold Climate Type
- RGM-79GS GM Command Space Type
- RGM-79(G) GM Ground Type
- RGM-79(G) GM Sniper
- RGM-79N GM Custom
- RGM-79SC GM Sniper Custom
- RGM-79SP GM Sniper II
- RMV-1 Guntank II
- RX-75 Guntank Mass Production Type
- RX-77-2 Guncannon
- RX-77D Guncannon Mass Production Type
- RX-78-1 Prototype Gundam
- RX-78-2 Gundam
- RX-78-3 Gundam "G-3"
- RX-78-7 7th Gundam
- RX-78NT-1 Gundam "Alex"
- RX-79(G) Gundam Ground Type
- RX-79(G)Ez-8 Gundam Ez8
- RX-81 G-Line
- RX-81AS G-Line Assault Armor
- RX-81LA G-Line Light Armor
- RX-81ST G-Line Standard Armor

Vehículos y Unidades de Soporte
- FF-S3 Saberfish
- FF-X7-Bst Core Booster
- Magellan-class
- Medea Transport Plane
- SCVA-72 Thoroughbred
- Salamis-class
- Type 61 Tank
- Type 74 Hover Truck

Principado de Zeon
Mobile Weapons
- MS-05B Zaku I
- MS-05L Zaku I Sniper Type
- MS-06F Zaku II
- MS-06J Zaku II Ground Type
- MS-06K Zaku Cannon
- MS-06S Zaku II Commander Type
- MS-07B Gouf
- MS-07B-3 Gouf Custom
- MS-08TX/N Efreet Nacht
- MS-09B Dom
- MS-09F/trop Dom Tropen
- MS-09K-2 (MS-09KM) Dom Cannon
- MS-14A Gelgoog
- MS-14B Gelgoog High Mobility Type
- MS-14C Gelgoog Cannon
- MS-14Jg Gelgoog Jäger
- MS-18E Kämpfer
- MSM-03 Gogg
- MSM-03C Hygogg
- MSM-04 Acguy
- MSM-07 Z'Gok
- MSM-07E Z'Gok-E
- RGM-79 GM
- YMS-15 Gyan
- YMS-16M Xamel

Vehículos y Unidades de Soporte
- Dodai II
- Dopp Fighter
- Fat Uncle
- Gaw Atmospheric Attack Carrier
- Gwazine-class
- H.L.V.
- HT-01B Magella Attack
- Musai-class

## Reparto
| Personaje       | Seiyuu          |
| --------------- | --------------- |
| Hugues Courand  | Hiroki Tōchi    |
| Cherie Allison  | Chie Nakamura   |
| Liang Mao       | Mabuki Andou    |
| Darrell Godwin  | Ryūzaburō Ōtomo |
| Hugh Carter     | Hiroshi Yanaka  |
| Bob Rock        | Kenichi Ogata   |
| Jaime Carmona   | Kazuya Nakai    |
| Robert Hartley  | Kenji Nomura    |
| Kamal Kumar     | ???             |
| Erik Blanke     | Yūya Uchida     |
| Ailos Bade      | Kenji Hamada    |
| Fritz Bauer     | Kōsuke Toriumi  |
| Estelle Firine  | Ayumi Fujimura  |
| Otto Eichmann   | Kōji Ishii      |
| Christo Doerr   | Takashi Koyama  |
| Hilde Nietzsche | Shizuka Itō     |